# 圣佩德罗火山 (智利)

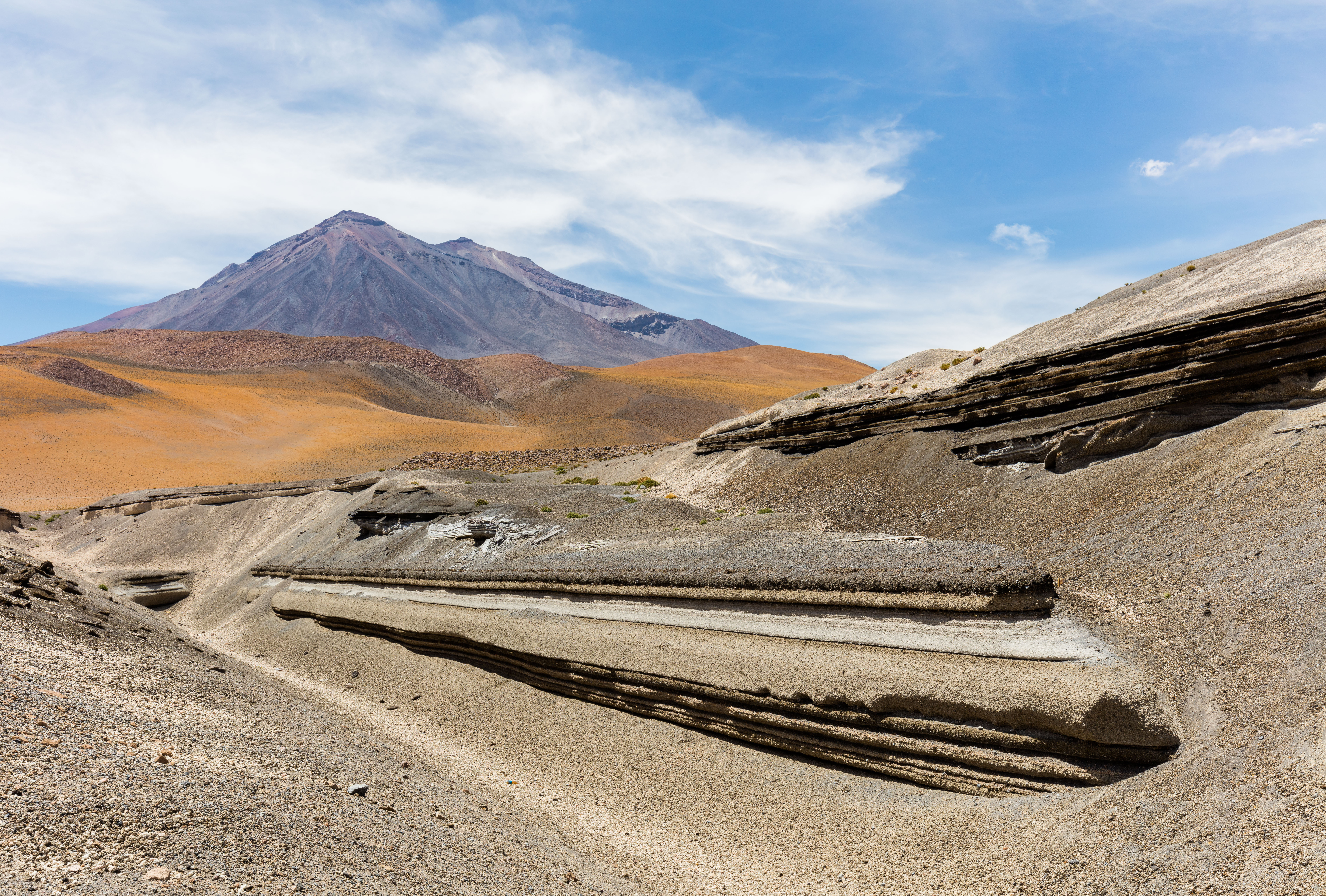

聖佩德羅火山是智利的火山，位於該國北部阿他加馬沙漠邊緣，毗鄰與玻利維亞接壤的邊境，屬於安第斯山脈的一部分，海拔高度6,145米，最近一次火山噴發在1960年發生，人類在1903年7月16日首次成功登頂。

## 外部連結
- "Volcán San Pedro, Chile" on Peakbagger （页面存档备份，存于）